# 903 هـ
903 هـ هي سنة في التقويم الهجري امتدت مقابلةً في التقويم الميلادي بين سنتي 1497 و1498.

## وفيات
- إبراهيم بن هلال السجلماسي
- داود باشا (صدر أعظم)
- مير خواند
- المتوكل على الله الثاني